# چاه شماره یک
چاه شماره یک نام نخستین چاه نفت خاورمیانه است که در شهر مسجدسلیمان در استان خوزستان قرار دارد. این چاه در منطقه‌ای بنام درهٔ خرسون (میدان نفتون) مستقر می‌باشد، که عملیات حفاری آن در سال ۱۲۸۶ ه‍.ش توسط کنسرسیوم دارسی آغاز شد و در تاریخ ۵ خرداد ۱۲۸۷ ه‍.ش به مخزن نفتی رسید. چاه شماره یک در حدود ۳۶۰ متر عمق دارد، که از آن روزانه ۳۶ هزار لیتر (معادل ۲۲۸ بشکه در روز) نفت خام سبک تولید می‌شد. نیروی محرکه ماشین‌آلات مربوط به دکل حفاری چاه شماره یک از توربین بخار فراهم می‌شد. این چاه هم‌اکنون در مرکز شهر مسجدسلیمان، در مجاورت منطقهٔ نمره یک، به صورت موزهٔ تحت نظارت شرکت ملی نفت ایران قرار دارد. عابولا

## تاریخچه
ویلیام ناکس دارسی (۱۸۴۹–۱۹۱۷) از نخستین بنیان‌گذاران صنعت نفت در ایران و خاورمیانه بود، که در سال ۱۹۰۰ توافق‌نامه‌ای با هنری دراموند ولف و آنتوان کتابچی خان برای اکتشاف نفت در ایران امضا نمود. مذاکره آن‌ها با مظفرالدین شاه قاجار، در سال ۱۹۰۱ شروع شد و در ابتدا مبلغ ۲۰ هزار پوند برای اکتشاف، در یک میلیون و ۲۰۰ هزار کیلومتر مربع پیشنهاد شد، که در صورت کشف نفت، این امتیاز برای مدت ۶۰ سال از شاه قاجار گرفته شود. در مقابل، دولت ایران ۱۶٪ از سود سالانه این شرکت را به خود اختصاص می‌داد.
تیم زمین‌شناسی و حفاری دارسی، تحت سرپرستی جرج رینولدز، به ایران ارسال گردید و بلافاصله عملیات اکتشاف نفت آغاز شد. تا سال ۱۹۰۳ دارسی در حدود ۵۰۰ هزار پوند هزینه کرده بود، کار حفاری و اکتشافات نیز نتیجه‌ای در برنداشت و اندکی بعد با اتمام منابع مالی متعلق به دارسی، عملیات حفاری نیز متوقف گردید. سپس دارسی مجبور شد، برای بدست آوردن ۱۰۰ هزار پوند دیگر، شرکت نفت برمه که شرکتی بریتانیایی بود را در سهام سندیکا، شریک نماید.
با شروع مجدد عملیات حفاری در مناطق جنوبی ایران، حفاری چاه اکتشافی دیگر، در منطقه‌ای بنام شاردین ادامه پیدا کرد. در سال ۱۹۰۷ همزمان نقطه دوم انتخاب گردید و حفاری آن در منطقه‌ای بنام نفتون در محدوده کنونی شهر مسجدسلیمان شروع شد. در سال ۱۹۰۸ چاه سوم نیز باز هم در حوالی مسجدسلیمان، محل‌یابی و حفاری آن آغاز گردید. حفاری‌ها در ماه آوریل بدون هیچ موفقیتی ادامه داشت و سرمایه نهایی کنسرسیوم، درحال اتمام بود. در تاریخ ۲۶ مه ۱۹۰۸ و در عمق ۳۶۷ متری زمین، مته حفاری آخرین لایه را شکافت و با برخورد چاه به مخزن، نفت خام با فشار زیاد فوران کرد.